# Micròmetre
|  | Per a altres significats, vegeu «Micròmetre (desambiguació)». |

El micròmetre (símbol µm) és una unitat de longitud equivalent a la milionèsima part d'un metre (o cosa que és el mateix, una mil·lèsima part d'un mil·límetre). En el passat es va anomenar micra (símbol µ) o micró, però aquests noms ara són obsolets des del 1968. «Micro-» s'ha mantingut només com a prefix de qualsevol mesura per a indicar la milonèsima part.
Equivalències: 
1 micròmetre = 1 µm = 10-6 metres = 10 -3 mil·límetres
1.000 micròmetres = 1000 µm = 1 mm = 10-3 m
0,001 micròmetres = 1 nanòmetre (nm)
1.000.000 micròmetres = 100 centímetres (cm)